# Carrias
Carrias é um município da Espanha na província de Burgos, comunidade autónoma de Castela e Leão, de área 13 km² com população de 33 habitantes (2007) e densidade populacional de 3,19 hab/km².

## Demografia
| Variação demográfica do município entre 1991 e 2007 | Variação demográfica do município entre 1991 e 2007 | Variação demográfica do município entre 1991 e 2007 | Variação demográfica do município entre 1991 e 2007 | Variação demográfica do município entre 1991 e 2007 |
| --------------------------------------------------- | --------------------------------------------------- | --------------------------------------------------- | --------------------------------------------------- | --------------------------------------------------- |
| 1991                                                | 1996                                                | 2001                                                | 2004                                                | 2007                                                |
| 56                                                  | 51                                                  | 42                                                  | 42                                                  | 33                                                  |

## Famílias
Existe no Brasil, no estado do Piauí, mais precisamente na cidade de Barras, a família Carrias e a comunidade Lagoa dos Carrias.
Apesar de existir na Espanha um lugar com o nome de "Carrias", especula-se que a família tenha se originado na França, embora também possam ser considerados a família real dessa Província.